# Vagabond Ways
| Оценки критиков | Оценки критиков |
| Источник        | Оценка          |
| --------------- | --------------- |
| AllMusic        | [ 1 ]           |
| Rolling Stone   | [ 2 ]           |

Vagabond Ways — рок-альбом Марианны Фейтфулл. Это первый её альбом с оригинальным материалом после A Secret Life (1994). Эта работа, спродюсированная Дэниелом Лануа и Марком Ховардом, представляет собой продолжение её тогдашней нео-кабаретной стилизации песни песен, написанных ею самой и легендарными авторами её поколения, такими как Роджер Уотерс из Pink Floyd, Леонард Коэн и авторский дуэт Элтона Джона и Берни Топина.
Песня «Incarceration of a Flower Child» была написана Роджером Уотерсом в 1968 году и никогда не записывалась Pink Floyd в каком-либо формате. Кажется, что текст песни рассказывает о падении бывшего члена группы Сида Барретта, но Уотерс никогда не подтверждал этого.

## Список композиций
1. «Vagabond Ways» (Марианна Фейтфулл, Дэвид Кортс) — 3:22
2. «Incarceration of a Flower Child» (Роджер Уотерс) — 5:34
3. «File It Under Fun from the Past» (Марианна Фейтфулл, Барри Рейнольдс[англ.]) — 4:50
4. «Electra» (Марианна Фейтфулл, Фрэнк Макгиннесс[англ.]) — 3:24
5. «Wilder Shores of Love» (Марианна Фейтфулл, Барри Рейнольдс, Гай Пратт) — 5:40
6. «Marathon Kiss» (Дэниель Лануа) — 4:00
7. «For Wanting You» (Элтон Джон и Берни Топин) — 3:57
8. «Great Expectations» (Марианна Фейтфулл, Даниэль Лануа) — 3:13
9. «Tower of Song» (Леонард Коэн) — 4:35
10. «After the Ceasefire» (Даниэль Лануа, Фрэнк Макгиннесс) — 4:22

Бонус-трек (Японское издание)
1. «Blood in My Eyes» — 4:07

## Участники записи
- Марианна Фейтфулл — вокал
- Дэниель Лануа — продюсер, гитара, бас, ударные, перкуссия, звуковые петли
- Марк Ховард — продюсер, клавишные, орган, перкуссия, звуковые петли, микширование
- Барри Рейнольдс[англ.] — гитара, слайд-гитара, бас, фортепиано
- Роджер Уотерс — бас, клавишные
- Брайан Блейд[англ.] — ударные, перкуссия
- Майкл Чавес — гитара
- Дэнни Франкель — ударные, перкуссия
- Эммилу Харрис — бэк-вокал
- Виктор Индриццо[англ.] — гитара
- Нови Новог[англ.] — альт
- Гленн Патша — клавишные, фортепиано, бас-педали, струнные аранжировки
- Кристофер Томас — бас, фуз-бас, контрабас
- Стефани Файл — виолончель
- Дэрил Джонсон — бэк-вокал

Технический персонал
- Дэниель Лануа — оригинальная постановка на «Marathon Kiss»
- Саймон Фрэнсис — звукоинженер
- Зак Аллентак — звукоинженер
- Эллен фон Унверт — фотография